# Singa albobivittata
Singa albobivittata là một loài nhện trong họ Araneidae.
Loài này thuộc chi Singa. Singa albobivittata được Lodovico di Caporiacco miêu tả năm 1947.